# NGC 6118
NGC 6118 ist eine Spiralgalaxie mit ausgedehnten Sternentstehungsgebieten vom Hubble-Typ Sc im Sternbild Schlange nördlich des Himmelsäquators. Sie ist schätzungsweise 72 Millionen Lichtjahre von der Milchstraße entfernt und hat einen Durchmesser von etwa 100.000 Lichtjahren.
Im selben Himmelsareal befindet sich u. a. die Galaxie NGC 6172.
Die Typ-Ib-Supernova 2004dk wurde hier beobachtet.
Das Objekt wurde am 14. April 1785 von dem deutsch-britischen Astronomen Wilhelm Herschel entdeckt.